# Солёная (средний приток Верхней Терсы)
Солёная (укр. Солона) — река на Украине, протекает по территории Новониколаевского района Запорожской области.

## География и гидрологи
Длина реки — 20,1 км, площадь водосборного бассейна — 112 км². Речная долина сравнительно неглубокая, с пологими склонами. Речное русло слабоизвилистое, часто пересыхает, на реке построены несколько прудов. Река берёт начало возле села Придорожного и течет на запад, где впадает в реку Верхнюю Терсу возле села Барвиновка.

## История
Такое название реки часто связывают с тем, что по её течению почвы часто переходят в солончаки. К тому же вода в некоторых местных колодцах и в самой реке имеет горьковатый, солоноватой привкус, то есть она насыщена солями.
Ещё одна народная версия связывает название реки с тем, что этой местностью в древности проходил Соленый (Соляной) путь — есть дорога, по которой чумаки везли соль, а на берегах этих небольших рек отдыхали. Таким образом, название реки Соленая вписывается в гидронимики этой географической зоны. Реку, которая показывала дорогу к соляным мест, люди могли назвать Соленой.